# Zhou Yu
|  | Aquest article tracta sobre el general militar de Wu Oriental. Vegeu-ne altres significats a «Zhou Yu (desambiguació)». |

En aquest nom xinès, el cognom és Zhou.
Zhou Yu (175-210 EC) va ser un general militar i estrateg que va servir al seu amic, el senyor de la guerra Sun Ce, durant el període de la tardana Dinastia Han Oriental de la història xinesa. Després de la mort de Sun Ce, altre senyor de la guerra prominent, Cao Cao, va dirigir una gran força cap al sud amb la intenció de conquerir la regió de Jiangdong, Zhou Yu fou assignat pel germà i successor de Sun Ce, Sun Quan, per ser el comandant naval de les forces de defensa i ell va derrotar les forces de Cao Cao en la decisiva batalla dels Penya-Segats Rojos del 208 EC. La posterior Batalla de Jiangling, la qual va tenir al tinent general (偏將軍) Zhou Yu en qualitat de comandant en cap de les forces de Sun Quan, consolidà la capacitat de supervivència del futur règim de Wu Oriental. Per tant, Sun Quan elogiaria a Zhou Yu anys després de la seva mort com l'única persona que li va permetre convertir-se en emperador.

## Biografia

### Inicis i carrera
Zhou Yu va néixer a la Comandància Lujiang en una família influent on molts membres de la qual havien servit en alts càrrecs del govern. Zhou Jing, l'avi de Zhou Yu, i un fill d'aquest van ocupar el càrrec de Gran Comandant de la cort imperial Han. El pare de Zhou Yu, Zhou Yi, va ser el Cacic de Luoyang, la ciutat capital. Quan es va formar la coalició contra Dong Zhuo, Zhou Yi va conduir la seva família a emigrar a Lujiang. Allí, el fill de Sun Jian, Sun Ce, i Zhou Yu va estudiar junts i es van convertir en amics per a tota la vida. L'oncle de Zhou Yu més tard es convertí en Governador de Danyang sota el senyor de la guerra Yuan Shu, Zhou va anar a visitar al seu oncle i es va quedar allà, mentre el seu millor amic, Sun Ce, hi planejant d'establir la seva independència sobre el sòl de Jiangdong.
Sun Ce, sota un encàrrec de Yuan Shu, va entrar en la Província de Yang per ajudar els seus parents, Wu Jing i Sun Ben, que estaven sent atacats per Liu Yao. Quan Sun anava a travessar el riu Iang-Tsé per començar la seva campanya de Jiangdong, ell va enviar una carta a Zhou Yu, indicant la seva ambició. En resposta, Zhou Yu va dirigir les seves tropes a Liyang (歷陽, en l'actualitat el Comtat He, Anhui, Xina) per abastar a Sun Ce, el qual va exclamar a l'arribada de Zhou: "amb tu, es pot assolir grandesa!"

## Família
- Besavi
  - Zhou Rong - el Secretari Imperial (尚书令) a càrrec de la lectura i interpretació d'informes a l'emperador.
- Avi
  - Zhou Jing - el primer governador de Yuzhou (豫州刺史), i després va esdevenir Secretari Imperial Imperial i, finalment, en ministre de Defensa (太尉).
- Pare
  - Zhou Yi - Batle de la ciutat capital Luoyang.
- Oncle
  - Zhou Shang - el Gran Administrador de Danyang (丹楊太守)
- Esposa
  - Xiao Qiao
- Fills
  - Zhou Xun - va succeir el rang de noblesa de Zhou Yu i es diu que tenia el talent son pare, i es va casar la filla gran de Sun Quan: Sun Dahu (Princesa Quan). Va morir sobtadament i va ser succeït pel seu germà menut.
  - Zhou Yin - succeeix a Zhou Xun
  - Una filla, Zhou Ying, es casà amb Sun Deng, el fill major de Sun Quan.
- Nebot
  - Zhou Jun - va servir a Wu com un notable oficial militar i participà en nombroses batalles sota el comandament de Lu Xun.
- Germà de jurament i cunyat
  - Sun Ce